# Свободный проспект (Красноярск)
Свобо́дный проспе́кт (употребляется некорректное название — проспект Свободный) — одна из главных улиц Красноярска. Соединяет Октябрьский и Железнодорожный районы города.
На Свободном проспекте находится известный Сибирский Федеральный университет

## Расположение
Свободный проспект начинается от Алексеевского путепровода и идёт сначала на запад, где его пересекают улицы: Борьбы, Красномосковскую, Омскую, Ладо Кецховели, Новая Заря, Баумана, Телевизорную. После Телевизорной улицы проспект идёт на юго-запад, где к нему примыкают улицы Академика Киренского, Высотная (справа, если двигаться на юго-запад, на этом перекрёстке она переходит в улицу Михаила Годенко), Михаила Годенко, Курчатова, Лесопарковая, Биатлонная.

## Застройка
До Телевизорной улицы застройка представлена 4—5 этажными зданиями советской постройки 60-х годов и современными зданиями высотой до 10—15 этажей. Между Телевизорной и Высотной расположен крупный торговый комплекс «Торговый квартал на Свободном». После Высотной и до Лесопарковой расположены здания этажностью 5, 9 и 16 этажей. После Лесопарковой и до территории Сибирского федерального университета застройка представлена преимущественно частным сектором. После кампуса СФУ (с его южной стороны) проспект поворачивает в сторону Николаевской сопки и далее на север (с западной стороны от кампуса СФУ, там где на конечной остановке автобусов влево от проспекта и далее в сторону на запад ответвляется улица Биатлонная в направлении прямо на Николаевскую сопку и до биатлонного стадиона «Динамо»), затем проспект Свободный проходит через зону коттеджной застройки в направлении детского лагеря «Восток» для детей работников железной дороги, а прямо через лес продолжается улица Пионерской речки, которая перетекает из проспекта и продолжается прямо и вниз с горы (на этой улице расположена школа для глухонемых), и после этого далее переходит после спуска с горы в Лесную улицу в посёлке Удачном.

## Парки
- Парк имени Ю. А. Гагарина (между Омской улицей и улицей Ладо Кецховели)
- Троя-Парк (между улицами Баумана и Киренского)

## Транспорт
На участках от начала до Красномосковской улицы и от Омской улицы до Телевизорной улицы дорога шестиполосная, от Красномосковской улицы до Омской улицы — пятиполосная (две на чётной стороне и три на нечётной). От Телевизорной до Лесопарковой — четырёхполосная, от Лесопарковой до СФУ — трёхполосная, а после СФУ число полос сокращается до двух.
Автобусные маршруты:
- 2 «Дом учёных — Автовокзал Восточный» (от начала до улицы Киренского и обратно)
- 3 «Студгородок — Автовокзал Восточный» (от начала до улицы Ладо Кецховели и обратно)
- 5 «Красфарма — Спорткомплекс Радуга» (от начала до Высотной улицы и обратно)
- 21 «Парк Прищепка - Спортзал» (от начала до Высотной улицы и обратно)
- 26 «Железнодорожная больница — Плодово-ягодная станция» (от начала до Высотной улицы и обратно)
- 38 «Дом учёных — Посёлок Таймыр» (от улицы Киренского до Высотной улицы и обратно)
- 71 «Спортзал — Посёлок Таймыр» (от начала до Высотной улицы и обратно)
- 85 «Верхние Черёмушки — Ветлужанка» (от улицы Ладо Кецховели до Высотной улицы и обратно)
- 87 «Солнечный — Молодёжная» (от начала до Высотной улицы и обратно)
- 99 «Северный — Автотранспортный техникум» (от начала до Красномосковской улицы и от улицы Киренского до Высотной улицы и обратно)
- 136 «Железнодорожный вокзал — мкрн. Геолог» (от начала до Высотной улицы и обратно)

Троллейбусные маршруты:
- 4 «Железнодорожный вокзал - Северо-западный район» (по Свободному проспекту следует только со стороны Северо-западного района от ул. Высотной до ул. Маерчака)
- 5 «Эко-парк Гремячая Грива — ст. Красноярск-Северный» (от начала до СФУ и обратно)

## Обрушение подпорной стены 2 августа 2013 года
2 августа 2013 года, примерно в 12:15, недалеко от Алексеевского путепровода, по нечётной стороне, произошло обрушение части подпорной стены. Под завалами оказался проезжавший в этот момент автомобиль ВАЗ-2109, погибли водитель и пассажир. Движение в сторону центра города было парализовано. В течение недели была разобрана подпорная стена на противоположной стороне. Незадолго до обрушения, 22 июля 2013 года, на верхнем тротуаре произошёл провал грунта, который был ликвидирован ненадлежащим образом. Весь день 1 августа и утро 2 августа в Красноярске был сильный дождь, который размыл грунт на месте провала, что и привело к обрушению. Подпорные стены были возведены в 1956 году с нарушением проекта: они должны были быть монолитными, но при разборке выяснилось, что стены были выполнены в виде секций. В 2016 году обе подпорные стены были демонтированы полностью и заменены на конструкцию из габионов, пропускающих воду через себя.